# رولاند اندرشون
رولاند اندرشون (سوئدی: Roland Andersson؛ زادهٔ ۲۸ مارس ۱۹۵۰) مربی فوتبال اهل سوئد است.

## باشگاهی
از باشگاه‌هایی که در آن بازی کرده‌است می‌توان به باشگاه فوتبال دیورگاردن، باشگاه فوتبال مالمو، و باشگاه فوتبال مالمو اشاره کرد.

## تیم ملی
وی همچنین در تیم‌های ملی فوتبال زیر 18 سال سوئد زیر 23 سال سوئد تیم ملی فوتبال سوئد بازی کرده است.